# Neospongodes
Neospongodes is een geslacht van neteldieren uit de klasse van de Anthozoa (bloemdieren).

## Soort
- Neospongodes atlantica Kükenthal, 1903